# Liste des évêques de San Severo
Cette liste recense le nom des évêques qui se sont succédé sur le siège du diocèse de San Severo ; ce dernier est fondé en 1580, comme continuation du diocèse de Civitate.

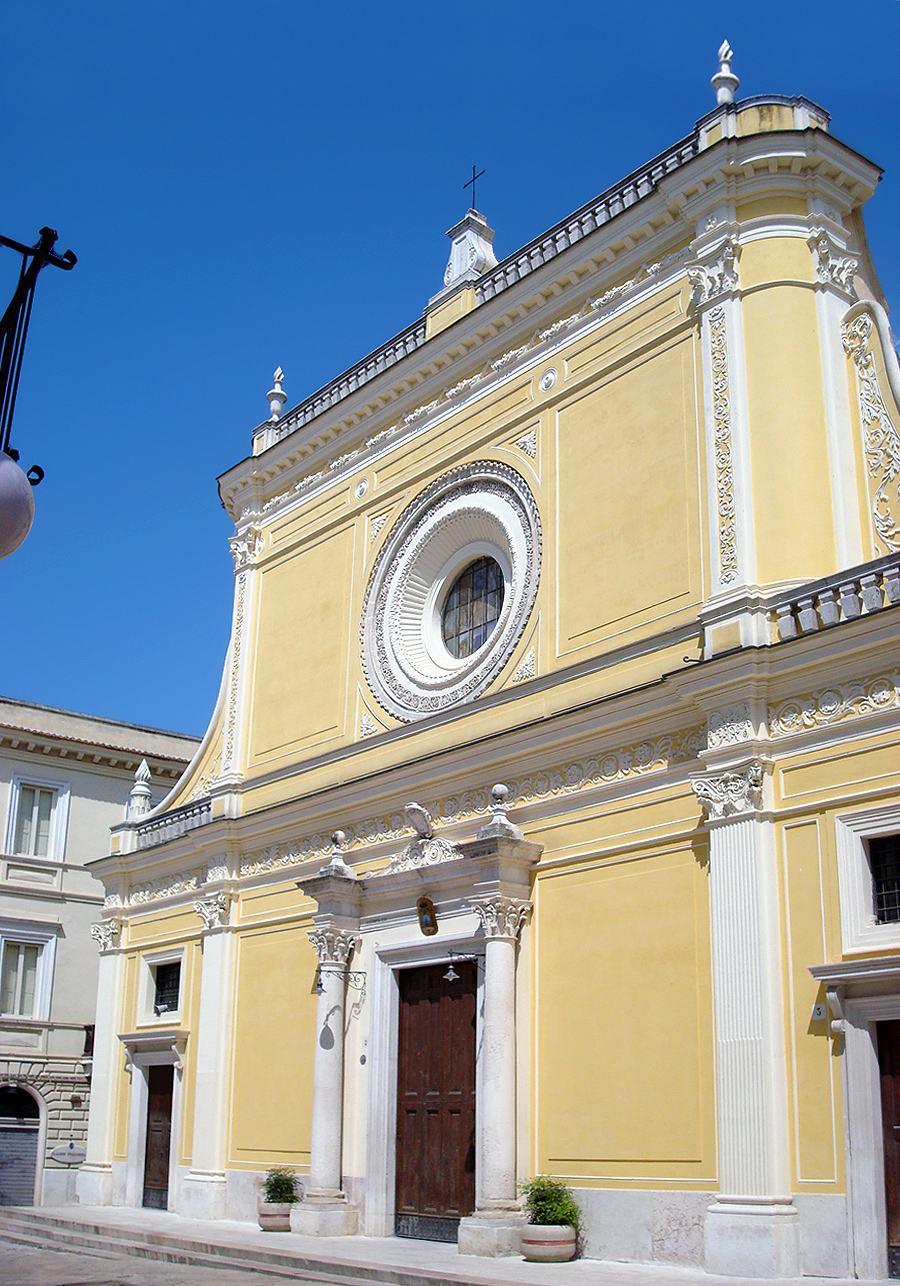
Cathédrale de San Severo

## Évêques de San Severo
- Martino De Martinis (1581–1582)
- Germanico Malaspina (1583–1604)
- Ottavio de Vipera (1604–1605)
- Fabrizio  Verallo (1606–1615)
- Vincenzo Caputo (1615–1625)
- Francesco Ventura (1625–1629)
- Domenico Ferro (1629–1635)
- Francesco Antonio Sacchetti (1635–1650)
- Leonardo Severoli (1650–1651)
- Giovan Battista Monti (1655–1657)
- Francesco Denza (1658–1670)
- Orazio Fortunato (1670–1677)
- Carlo Felice De Matta (1678–1701)
- Carlo Francesco Giocoli (1703–1716)
- Adeodato Summantico (1717–1735)
- Giovanni Scalea (1736–1739)
- Bartolomeo Mollo (1739–1761)
- Angelo Antonio Pallante (1761–1765)
- Tommaso Battiloro (1766–1767)
- Eugenio Benedetto Scaramuccia (1768–1775)
- Giuseppe Antonio Farao (1775–1793)
- Giovanni Gaetano del Muscio (1797–1804)
- Giovan Camillo Rossi (1818–1829)
- Bernardo Rossi (1826–1829)
- Giulio de Tommasi (1832–1843)
- Rocco de Gregorio (1843–1858)
- Antonio la Scala (1858–1889)
- Bernardo Gaetani d'Aragona (1889–1893)
- Stanislao M. De Luca (1894–1895)
- Bonaventura Gargiulo (1895–1904)
- Emanuele Merra (1905–1911)
- Gaetano Pizzi (1913–1921)
- Oronzo Luciano Durante (1922–1941)
- Francesco Orlando (1942–1960)
- Valentino Vailati (1960–1970)
- Angelo Criscito (1970–1985)
- Carmelo Cassati, M.S.C. (1985–1991)
- Silvio Cesare Bonicelli (1991–1996)
- Michele Seccia (1997–2006)
- Lucio Angelo Renna, O. Carm. (2006–2017)
- Giovanni Checchinato (2017-2022)
- Giuseppe Mengoli (2023-...)